# Головань Олег Дмитрович
Олег Дмитрович Головань (нар. 1 жовтня 1974, Софіївка, УРСР) — український, російський та казахський футболіст, півзахисник та адміністратор аматорського клубу «Колос» (Зачепилівка).

## Кар'єра гравця
У 1994 році провів 12 матчів за команду «Шахтар» з міста Марганець в ААФУ. 5 червня 1995 року дебютував у Вищій лізі України, вийшовши на заміну в складі запорізького «Металурга».
У 1996 році перейшов у «Кривбас», за який провів 4 зустрічі в чемпіонаті та 1 гру у кубку України. З 1997 по 1998 рік виступав за сєверодонецький «Хімік», в 59 матчах першості забив 1 гол, ще зіграв 2 матчі та відзначився 1 голом у Кубку.
З 1998 по 1999 рік грав за нікопольський «Металург», провів 23 гри та забив 1 гол в чемпіонаті, ще 6 матчів (1 гол) зіграв у Кубку України. Потім з літа 2000 й до завершення 2001-го року виступав за «Кубань», в складі якої в 45 поєдинках чемпіонату відзначився 2 голами, ще 4 матчі зіграв у кубку Росії.
Сезон 2002 року провів у «Нафтохіміку», зіграв 22 матчі і забив 1 м'яч у національному чемпіонаті, ще 1 поєдинок відіграв у Кубку. У 2003 році вирушив до Казахстану, де продовжив кар'єру в клубі «Тоболі», за який виступав до 2004 року, провівши за цей час 56 матчів, забив 6 м'ячів. У складі казахського клубу Олег став срібним та бронзовим призером чемпіонату, а також фіналістом Кубку Казахстану.
У 2005 році грав за «Жетису», провів 28 матчів. Сезон 2006 року провів у курському «Авангарді», взяв участь в 24 матчах команди в чемпіонаті та в 1 грі кубку Росії.
На початку 2007 року перейшов в дніпродзержинської «Сталі», за яку зіграв 5 матчів у першості, після чого, влітку, поповнив ряди клубу «Атирау», у складі якого зіграв 13 матчів.
Сезон 2008 року провів в усть-каменогорському «Востоці», у складі якого відіграв 5 матчів, по завершенні сезону залишив клуб.
У травні 2010 року відіграв 1 поєдиное за «Колос» з Нікопольського району і 2 матчі за «Штурм» з Партизанського в аматорському чемпіонаті Дніпропетровської області. Потім влітку того ж року провів 5 ігор та забив 2 м'ячі в складі клубу «Електрометалург-НЗФ» у турнірі ААФУ. 2011 рік провів у складі зачепилівського «Колосу». З 2012 по 2015 роки виступав у складі дніпропетровського УВД. З 2016 року знову захищає кольори зачепилівського «Колосу», крім того в команді займає посаду адміністратора клубу.

## Досягнення
- Прем'єр-ліга (Казахстан)
  -  Срібний призер (1): 2003
  -  Бронзовий призер (1): 2004

- Кубок Казахстану
  -  Фіналіст (1): 2003